# TrackMania
TrackMania je videoherní série 3D závodně-stavitelských arkád. Byly vytvořeny na principu hry Stunts. Hry vytváří firma Nadeo. Nejnovějším dílem je Trackmania z roku 2020.
V roce 2004 vyšel první díl, jenž měl značný úspěch, takže po roce přišlo pokračování v podobě Trackmania Sunrise, pro kterou později vyšel datadisk Extreme. Další hrou ze série Trackmania byla freewarová Trackmania Nations, která byla vydána, aby hráči mohli trénovat na ESWC 2007.

## Historie verzí TrackManie
TrackMania Nations je primárně určena pro šampionát Electronic Sports World Cup. Protože byla TrackMania Nations volně šířena, stala se velmi oblíbenou multiplayerovou hrou, kterou hrají miliony lidí po celém světě. Hra obsahuje i singleplayer i multiplayer. Videohra nabízí pouze jeden vůz – formuli. K dispozici je editor tratí a skinů.
V roce 2005 se na trhu objevil nový díl série TrackMania, TrackMania Sunrise s vylepšenou grafikou a novými možnostmi. Hráč má k dispozici všechny nástroje hry TrackMania United, ale navíc se ve hře objevují módy Plošiny a Bláznivé (projet trať několikrát a přitom stále dodržovat postupně se snižující časový limit).
Později se objevilo freewarové rozšíření hry TrackMania Sunrise, TrackMania Sunrise eXtreme, které do hry přidalo Akrobatický a Extrémní mód (obtížné tratě s využitím nových dílů tratí).
TrackMania United je propojení her TrackMania, TrackMania Nations a TrackMania Sunrise, ale navíc přidává nové tratě i stavební díly tratí. Také má několik odlišných závodních aut, editor tratí a skinů aut, které je možné sdílet přes internet. Hra obsahuje singleplayer i multiplayer a cílem hry je získat nejlepší umístění v různých typech závodů. To se řídí různými kritérii (v závodním módu podle času, v Plošinách podle počtu restartů tratě, v akrobatickém módu podle bodů získaných za akrobatické triky aj.)
Poté se objevilo freeware rozšíření hry TrackMania Original, které do hry TrackMania přidalo módy Plošiny (projet trať na co nejnižší počet pokusů) a Akrobatický (hráč musí v daném časovém limitu udělat co nejvíce triků).
V roce 2008 se objevila rozšíření TrackMania United Forever a TrackMania Nations Forever, která propojila multiplayer těchto her a přidala do her nové závody (a několik nových módů) i stavební díly tratí pro editory.
V roce 2011 vyšel nástupce prvního dílu, Trackmania 2 Canyon. 27. února 2013 byla uvedena v beta režimu Trackmania 2 Stadium. Tento titul měl navázat na úspěšnou verzi Trackmania Nations Forever.
TrackMania vyšla i na konzolích Nintendo DS a Nintendo Wii pod názvem TrackMania Turbo.

## Trackmania United Forever
Trackmania United Forever obsahuje celkem 7 prostředí s auty s odlišnými jízdními vlastnostmi. Přes různé pomocné programy je však lze navzájem kombinovat (tak může např. formulka z prostředí Stadium jezdit na dráze z prostředí Snow apod.), tzv. envimix tratě. Tím se značně rozšíří celý potenciál hry.
Dalšími programy lze navzájem propojovat bloky tratí, které klasický editor tratí propojit neumožňuje. Lze postavit i dráhy s navzájem kombinovanými bloky z různých prostředí (TM Unlimiter apod.) Základní prostředí jsou tato:

### Snow (sníh)
Malý pickup vhodný do terénu. Toto auto je velmi stabilní, má dobré zatáčení a průměrnou rychlost. V prostředí se objevuje led. (V TM Original, United a PowerUp!)

### Desert (poušť)
Tradiční americké auto, se kterým se díky jeho výšce dá při ostrých zatáčkách dobře jezdit na dvou kolech. Téměř nikdy se však neobrátí na střechu. (V TM Original, United a PowerUp!)

### Rally
Velmi malé auto, vyznačuje se zrychlením, na rozdíl od ostatních aut velmi rychle jezdí pod vodou. (V TM Original, United a PowerUp!)

### Coast (pobřeží)
Nejpomalejší auto ve hře. Má velkou hmotnost a velmi často se dostane do smyku. Dobře se s ním dělá akrobacie. (v TM Sunrise a United)

### Bay (zátoka)
Městské auto vyznačující se hlavně zrychlením a zatáčením. Je dobré na akrobacii. (v TM Sunrise a United)

### Island (ostrov)
Nejrychlejší auto ve hře, které dosahuje rychlostí až 1000 km/h s průměrným zatáčením. Karoserie podobná Lamborghini (v TM Sunrise a United)

### Stadium (stadión)
Velmi rychlá formule dosahující stejné rychlosti jako auto z ostrova až 1000 km/h. Má nejlepší fyziku, dobře „sedí“ na dráze. V zatáčkách lze driftovat, čímž se usnadní průjezd zatáčkou i při velké rychlosti. (v TM Nations ESWC, United, United Forever, Nations Forever a TM 2 Stadium)

## Editory
V některých verzích hry jsou i editory tratí, skinů a editor záznamů.

### Editor tratí
Editování tratí má 4 části: tvorba samotné tratě, dekorace trati (např. sloupy, billboardy atd.), upravování kamer a nápisů ve hře (když se při hraní tratě najede na předem určené místo, změní se kamera nebo se objeví nápis) a testování tratě. Hráč si také musí zvolit, jakého typu bude jeho nová trať: sprint, okruh atd.

### Editor skinů aut
V tomto editoru si hráč může upravit vzhled svého auta, úpravy jsou však pouze kosmetické.
Z každého závodu - i toho, který se jede na síti třeba se 40 soupeři - se dá pořídit záznam (video). To se dá vyrenderovat do AVI souboru a uložit nebo publikovat na webu.

## Závody
V TrackManii lze závodit v několika závodních módech, do každého patří několik závodních kampaní a do každé kampaně patří několik závodů. Odměnou hráči za získání dobrých umístění v závodech jsou body do mezinárodního žebříčku dovedností, který hráče porovnává s ostatními v dané oblasti (kraji), zemi či na celém světě. Závody se jedou buď na celosvětové, nebo na lokální síti.

### Závodní mód
Typické závody na čas. Hráč se snaží překonat limity tvůrce pro získání jednotlivých medailí, a postoupení tak ve světovém žebříčku. Stopky měří s přesností na setinu sekundy.

### Mód Plošiny
V těchto závodech se hráč snaží dojet do cíle s co nejnižším počtem návratů na trať. Limit pro získání zlaté medaile je většinou 0, což znamená, že pro její získání je potřeba projet celou trať najednou, bez jediného návratu.

### Mód puzzle
Před začátkem těchto závodů si hráč musí postavit svou trať z omezeného počtu stavebních dílů a pak ji projet v co nejlepším časem. Tato část je v podstatě identická se závodním módem, hráč se snaží překonat tvůrcem stanovené limity. Záleží však na hráčově fantazii, jak trať postaví, aby dosáhl nejlepšího času.

### Mód Horké křeslo
Závod sestává z několika oddělených kol, přičemž hráči ubíhá čas. Hráči se po každém úspěšném dojetí do cíle o něco zkrátí limit do dalšího kola. Pokud hráč dojede po skončení limitu kola, opakuje dané kolo závodu tak dlouho, než je dojede v limitu, nebo dokud mu nedojde čas. Medaile se přidělují podle počtu celých kol, která hráč dojel před skončením časového limitu (tento mód není v TM United).

### Akrobatický mód
Hráč se snaží v daném časovém limitu nahrát co nejvíce bodů za akrobatické triky. Nestačí však mít nadlimitní počet bodů, ale i dojet do cíle včas, protože pokud hráči dojde čas, začnou se mu odečítat získané body. Hráč je také penalizován za restart od posledního checkpointu (bez toho se nelze obejít, pokud hráč obrátí svůj vůz na střechu, nebo vyletí z dráhy a nemůže se dostat zpět).

## ManiaPlanet
Nové verze Trackmanie známé jako Trackmania 2 se přesunuly do ManiaPlanet enginu. Ten nabízí lepší grafiku a umožňuje širší tvorbu vlastního obsahu.

### Trackmania 2
19. září 2009 byla na Pařížském herním festivalu představena Trackmania 2. V srpnu 2011 se začala prodávat beta verze, která byla naplno spuštěna 14. září 2011.

#### Canyon
Canyon je první prostředí v TM2. Bylo vydáno 14. srpna 2011. Auto si vzalo z každého auta TM vždy jednu vlastnost. Například naklánění v zatáčkách z prostředí pouště nebo rychlost 1000 km/h z ostrova. Je to "prototyp" Ford Mustang, který se vyznačuje trochu jiným (až prudkým) ovládáním. Nelze se s ním například vytočit v úzkých prostorech.

#### Stadium
Toto prostředí je převzaté z první série TrackManie. Herní vlastnosti jsou takřka totožné jako se Stadium z Trackmania Nations. Má jen o málo lepší grafiku.

#### Valley
Třetí prostředí v TM2. Toto auto si vzalo většinu vlastností z auta Island (ostrov). Kvůli své rychlosti zvládá jen dlouhé zatáčky.

#### Lagoon
Lagoon je aktuálně nejnovější prostředí v TM2 vydané 21. května 2017, týden po ManiaPlanet 4. Prostředí se odehrává na tropických ostrovech v Asii. Hlavní náplní Lagoon je jízda po magnetické trase známé jako horská dráha.

### Trackmania Turbo
Trackmania Turbo je samostatná hra vydána v březnu 2016. Nabízí kampaň o 200 tratí a byla první verzí Trackmanie kde bylo poprvé uvedeno prostředí Lagoon. Tato verze zanechala spoustu změn i v klasické Trackmania 2.

### Trackmania
V červenci 2020 vyšla eponymní videohra Trackmania s jediným prostředím – Stadium z předchozích dílů. Základní hra s 25 tratěmi (obměňovanými každé tři měsíce) je zdarma, ale za dvě různá roční předplatné nabízí neomezený přístup k tratím, nové stavební bloky a služby navíc.